# Dictyonella incisa
Dictyonella incisa är en svampdjursart som först beskrevs av Schmidt 1880.  Dictyonella incisa ingår i släktet Dictyonella och familjen Dictyonellidae. Inga underarter finns listade i Catalogue of Life.

## Bildgalleri

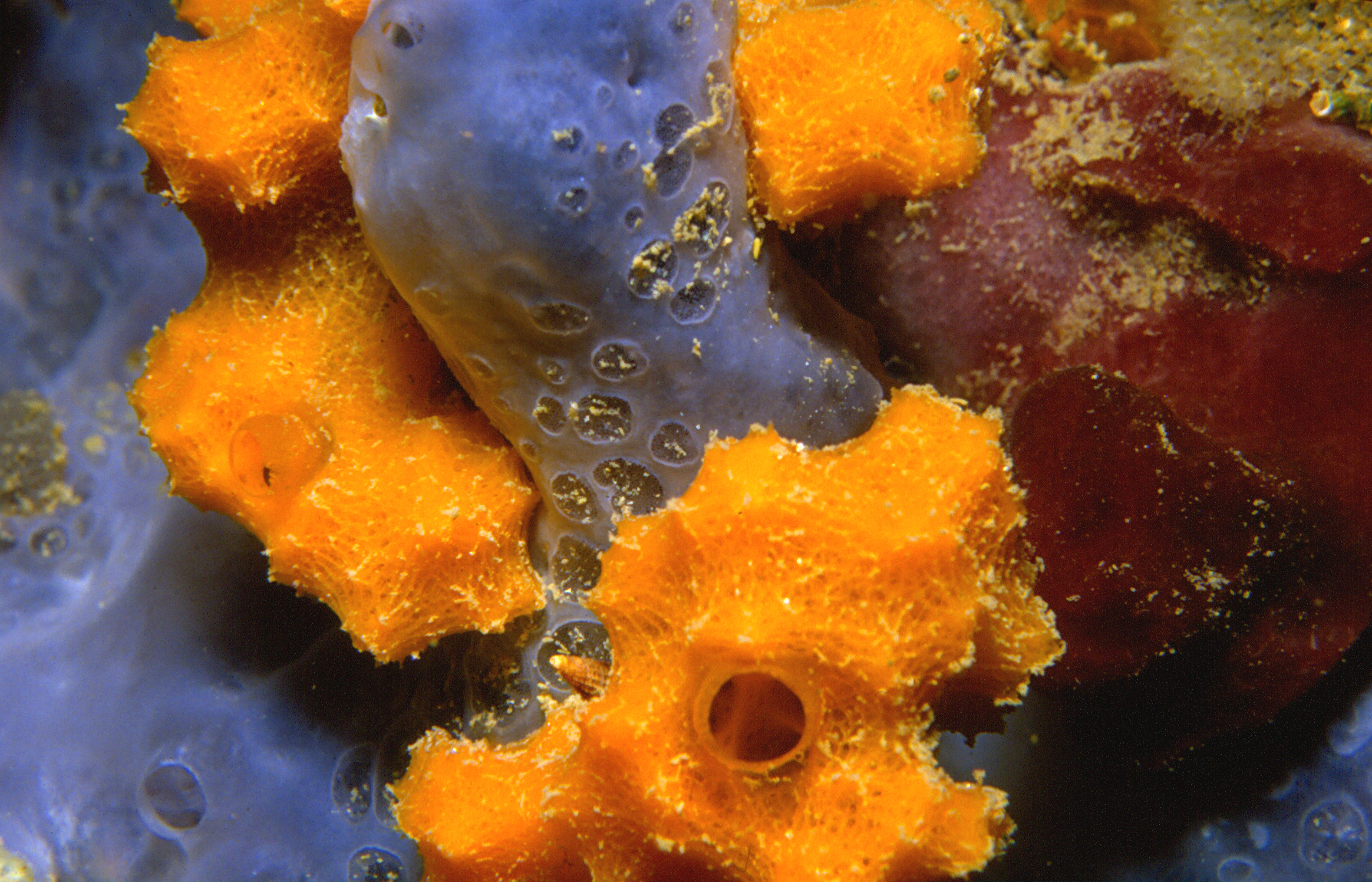